# بخش کارسونسکی
بخش کارسونسکی (به لاتین: Karsunsky District) یک منطقهٔ مسکونی در روسیه است که در استان اولیانوفسک واقع شده‌است.